# 天野妙
天野 妙（あまの たえ、1975年〈昭和50年〉3月18日 - ）は、日本の実業家、政策起業家。合同会社Respect each other代表。市民団体みらい子育て全国ネットワーク代表。女性に投票チャレンジ主宰。クオータ制を推進する会事務局員。
既婚。3児の母。ダブルケアを経験。
国家資格キャリアコンサルタント、Gallup社認定ストレングスコーチ、（一財）生涯学習開発財団認定コーチなどの資格を持ち、キャリア開発やDEIの専門家として講演活動なども行っている。

## 来歴・人物
日本大学理工学部建築学科卒業。1997年4月、株式会社リクルートコスモス（現コスモスイニシア）入社。最年少営業プロジェクトマネジャーとなり優秀賞を受賞。建築監理部にてマンション建設プロジェクトの現場監理に従事。
2003年5月　株式会社明豊ファシリティワークス入社。企業のオフィス移転に伴う「働き方の変革コンサルティング」に従事し、担当企業が日経ニューオフィス賞（地域賞）を受賞。 
2014年4月　女性活躍推進コンサルティング会社の取締役に従事。
2016年、組織のDEI&B推進や、女性活躍推進を手がける合同会社Respect each otherを設立。赤松良子氏率いる「クオータ制を推進する会」に参画。 
2017年　「希望するみんなが保育園に入れる社会をめざす会」を発足し、「#保育園に入りたい」キャンペーンがツイッター社の広告として採用される
2018年　上記を「みらい子育て全国ネットワーク」に名称を変更し、「#男性の産休義務化」を発信 
2019年　参議院予算委員会公聴会で公述人となり、「男性の産休義務化」と「待機児童ゼロ」を政府に求める 
2020年　「男性の育休」PHP新書　を株式会社ワーク・ライフバランスの小室淑恵氏と共著で出版 
2022年　参議院予算委員会で参考人として中間層の所得制限に関する意見陳述を行った際、冒頭から着席した国会議員より野次をあび、新聞報道される 
　　　　参議院選挙にて、女性に投票チャレンジプロジェクトをインフルエンサーの笛美氏とともに主宰 
2023年　岸田政権の「異次元の少子化対策」にあたり、こども政策の強化に関する関係府省会議にて、有権者ヒアリングに参加。「労働時間の削減」「ジジババ育休」「DBSの推進」などを訴える 
2024年　日本大学卒業生ドキュメンタリーシリーズ動画「道をひらく人」13人に選出される 

## 主な著書
プロジェクトリーダーの影響力はこうして身につく「総務の山田です。」（産業情報センター社、2010年5月、ISBN：978-4-903827-05-6）
「男性の育休」家族・企業・経済はこう変わる（PHP新書1233、2020年9月、ISBN978-4-569-84701)

## テレビ・ラジオ出演
2020年10月　NHK「日曜討論～不妊治療の保険適用　今必要な少子化対策は？～」出演
2021年6月　NHK「すくすく子育て～パパの子育て～」出演　など
その他、東京MX「サンデークロス」「モーニングクロス」、文化放送「ニュースワイドSAKIDORI」「ニュースクラブ」、NHKラジオ「Nらじ」などに出演

## 講演実績
旭化成不動産レジデンス株式会社「ワークとライフのデザインセミナー」
鹿島建設社員組合主催「男性育休がチームを強くする〜育児介護休業法改正×DE&I入門〜」
株式会社JR東日本建築設計「女性活躍推進・男性育休時代のマネジメント」
中日新聞社主催「男性の育休が組織を強くする」
ウィメンズプラザ主催「育業でパパも主役の子育てライフ」
鹿児島県主催「選ばれる企業の生き残り戦略」
日本女子大学教養特別講義「女性の働く現在と未来」
男女共同参画学協会連絡会シンポジウム「建設業界の女性活躍」